# Seznam hrvaških jezikoslovcev
Seznam hrvaških jezikoslovcev.

## A
- Vladimir Anić (1930–2000)
- Franjo Marija Appendini
- Josip Aranza

## B
- Stjepan Babić
- Tomaš Babić
- Vanda Babić-Galić
- Vjekoslav Babukić
- Lada Badurina
- Petra Bago in Virna Karlić
- Borko Baraban
- Vida Barac-Grum
- Henrik Barić
- Juraj Bauer
- Ivan Belostenec
- Vjekoslav Babukić
- Julije Benešić
- Ivan Benigar
- Ivan Berčić (Brčić) ?
- (Inoslav Bešker)?
- Robert Blagoni
- Đuro Blažeka
- Dragutin Blažeković
- Vjekoslav Boban
- Baltazar Bogišić
- Dragotin Boranić
- Stjepan Bosanac
- Joško Božanić
- Ivan Brabec
- Tomo Brajković?
- Josip Bratulić?
- Mario Brdar
- Branimir Brgles
- Jolanda Brihta?
- Ignjat Alojzije Brlić
- Vladimir Brodnjak
- Ivan Broz
- Dalibor Brozović
- Dunja Brozović Rončević
- Pero Budmani (Petar Budman)
- Andrija (Bartolomej) Bujas
- Ramiro Bujas?
- Željko Bujas
- László Bulcsú
- Josip Buljovčić?

## C
- Domenico Cernecca

## Č
- Ekrem Čaušević
- Ankica Čilaš Šimpraga (1970-2020)

## D
- Stjepan Damjanović
- Đuro Daničić
- Mirko Deanović
- Ardelio Della Bella
- Mirko Divković

## E
- Vlasta Erdeljac

## F
- Franjo Fancev
- Goran Filipi (1954-2021)
- Rudolf Filipović
- Željka Fink Arsovski
- Božidar Finka
- Josip Florschütz
- Anđela Frančić
- Vilim Frančić
- Rudolph Fröhlich (Veselić)

## G
- Ljudevit Gaj
- Ivan Galjuf
- Marinko Gjivoje
- Zaharija Gladič
- Alemko Gluhak
- Petar Gabrijel Gojdanić
- Jugoslav Gospodnetić
- Igor Gostl
- Biserka Grabar (1932-1986)
- Martina Grčević
- Dragutin Grdenić
- Domagoj Grečl
- Vinko Grubišić
- Đuro Grubor?
- Petar Guberina (1913-2005)
- Zdenka Gudelj-Velaga

## H
- Sanda Ham
- Josip Hamm
- Marela Hercezi-Skalicki
- Eduard Hercigonja?
- Joža Horvat
- Marijana Horvat
- Mate Hraste
- Lana Hudeček

## I
- Franjo Iveković
- Vladimir Ivir
- Stjepan Ivšić
- Dubravka Ivšić Majić

## J
- Vatroslav Jagić (1838-1923)
- Blanka Jakić (r. Breyer)
- Vesna Jakić-Cestarić
- Matija Jakobović?
- Andrija (Andrej) Jambrešić
- Milka Jauk-Pinhak
- Josip Jedvaj (1887-1980)
- Zrinka Jelaska
- Alojz Jembrih
- Josip Jernej
- Mislav Ježić
- Ljudevit Jonke
- Željko Jozić
- Želimir Bob Juričić
- Josip Jurin
- Blaž Jurišić
- Dunja Jutronić

## K
- Miro Kačić
- Vatroslav Kalenić
- Damir Kalogjera
- Mate Kapović
- Bartol Kašić
- Matija Petar Katančić
- Radoslav Katičić
- Vjeran Katunarić
- Bratoljub Klaić
- Željko Klaić
- Bernard(o) Kohnen
- Anton (Antun, Anthony) Knežević (1909-2007)
- Ljiljana Kolenić
- Aleksandar Kolka
- Snježana Kordić
- Franjo Kornig (Franz Kornik)
- Karlo (Marko) Kosor
- Zvonko Kovač
- August Kovačec
- Marko Kovačević
- Miroslav Kravar
- Ivo Krile
- Juraj Križanić
- Mate Križman
- Marijan Krmpotić
- Kruno Krstić (1905–1987)
- Ivan Kukuljević Sakcinski
- Filip Kunić
- Fran Kurelac
- Marcel Kušar
- (Ante Kuzmanić)
- Mladen Kuzmanović

## L
- Tomislav Ladan
- Ante Lakoš
- Marijan Lanosović
- Ivo Lapenna?
- Velimir Laznibat
- Josip Lisac
- Ljubomir Andrej Lisac?
- (Vikentije Ljuština)
- Vladimir Loknar?
- Mijo Lončarić
- Iva Lukežić (dialektologinja na Reki)
- Aldo Luppi?

## M
- Franjo Magdič
- Lovre Mahnič(-ć) (Lovro Mahnič)
- Antun Majnarić Začina (* 1922)
- Nikola Majnarić
- Dragica Malić
- Zdravko Malić?
- Slavko Malnar
- Mile Mamić
- Jela Maresić
- Tomislav (Tomo) Maretić
- Stjepan (Ivan) Marijanović (1794-1848)
- Ivana Matas Ivanković
- Ranko Matasović
- Josip Matešić
- Zdravka Matišić (indologinja)
- Giovanni Maver
- Antun Mayer (1883-1957)
- Antun Mažuranić
- Ivan Mažuranić
- Antica Menac
- Mira Menac Mihalić
- Krešimir Mićanović
- Milan Mihaljević
- Milica Mihaljević
- Jakov Mikalja (Micalia)
- Jadranka Mlikota
- Milan Moguš
- Sava Mrkalj
- Žarko Muljačić
- Stjepan Musulin

## N
- Anja Nikolić-Hoyt
- Davor Nikolić
- Kristian Novak
- Fran(jo) Novljan (1879-1977)

## O
- Nives Opačić
- Alen Orlić

## P
- Vinko Pacel
- Luko Paljetak
- Adam Patačić?
- Slavko Pavešić
- Armin Pavić
- Benedikt Perak
- Mirko Peti
- Bernardina Petrović
- Vesna Požgaj Hadži
- Ivo Pranjković
- Tijmen Pronk
- Medo Pucić
- Milorad Pupovac

## R
- Ida Raffaelli
- Matija Antun Rel(j)ković
- Milan Rešetar (1860-1942)
- Josip Ribarić
- Vlasta Rišner
- Vatroslav Rožić
- Ilija Rukavina Ljubački

## S
- Marko Samardžija
- Dubravka Sesar
- Josip Silić  (1934-2019)
- Petar Skok
- Lelija Sočanac
- Šime Starčević
- Rudolf Strohal
- Diana Stolac
- Joakim Stulli
- Franjo Sušnik

## Š
- Gustav Šamšalović
- Mate Šimundić
- Petar Šimunović (1933-2014)
- Đuro Škarić
- Ivo Škarić (1933-2009)
- Dubravko Škiljan (1949-2007)
- Zdenko Škreb?
- Antun Šojat
- Barbara Štebih Golub
- Bogoslav Šulek (1816-1895)
- Marijan Šunjić
- Goran Švob?

## T
- Marko Tadić
- Blaž Tadijanović
- Pavao Tekavčić
- Mate Tentor
- Stjepko Težak
- Marija Turk

## V
- Nada Vajs Vinja
- Adolfo Veber Tkalčević
- Radomir Venturin
- Domagoj Vidović (*1979)
- Vojmir Vinja
- Pavao Ritter Vitezović
- Josip Voltić
- Josip Vončina
- Faust Vrančić
- Stjepan Vukušić
- Sanja Vulić

## Z
- Ivan Zoričić

## Ž
- Branimir Žganjer
- Milena Žic-Fuchs
- Sreten Živković